# C.O.D. (film 1914)
C.O.D. è un film muto del 1914 diretto da Tefft Johnson. La sceneggiatura di Charles Brown si basa sull'omonimo lavoro teatrale di Frederic Chapin andato in scena a Broadway al Gaiety Theatre l'11 novembre 1912, interpretato tra gli altri, dallo stesso Charles Brown.

## Produzione
Il film fu prodotto dalla Vitagraph Company of America.

## Distribuzione
Distribuito dalla General Film Company, il film uscì nelle sale cinematografiche statunitensi nel febbraio 1915 dopo essere stato presentato in prima al Vitagraph Theatre di New York il 6 dicembre 1914, dove, compreso nel prezzo del biglietto, lo spettatore poteva assistere a What the Man Saw, un atto unico scritto e messo in scena dalla compagnia di attori della Vitagraph sotto la direzione di S. Rankin Drew